# Treulon
Le Treulon est une petite rivière française qui coule dans les départements de la Mayenne et de la Sarthe. C'est un affluent important de l'Erve, donc un sous-affluent de la Loire par l'Erve, la Sarthe et la Maine.

## Géographie
Le Treulon nait dans la forêt de la Grande-Charnie sur le territoire de la commune de Torcé-Viviers-en-Charnie, dans le département de la Mayenne. Dès sa naissance, il adopte la direction du sud, qu'il maintiendra jusqu'à la fin de son parcours. Il sépare la Sarthe de la Mayenne sur un parcours d'1 km, au niveau de Blandouet, entre dans le département de la Sarthe, lui sert de limite sur un parcours de 5 km, passe dans la Mayenne, et entre de nouveau dans la Sarthe. Il se jette dans l'Erve à Auvers-le-Hamon.

## Communes traversées
Le Treulon traverse successivement les communes suivantes :

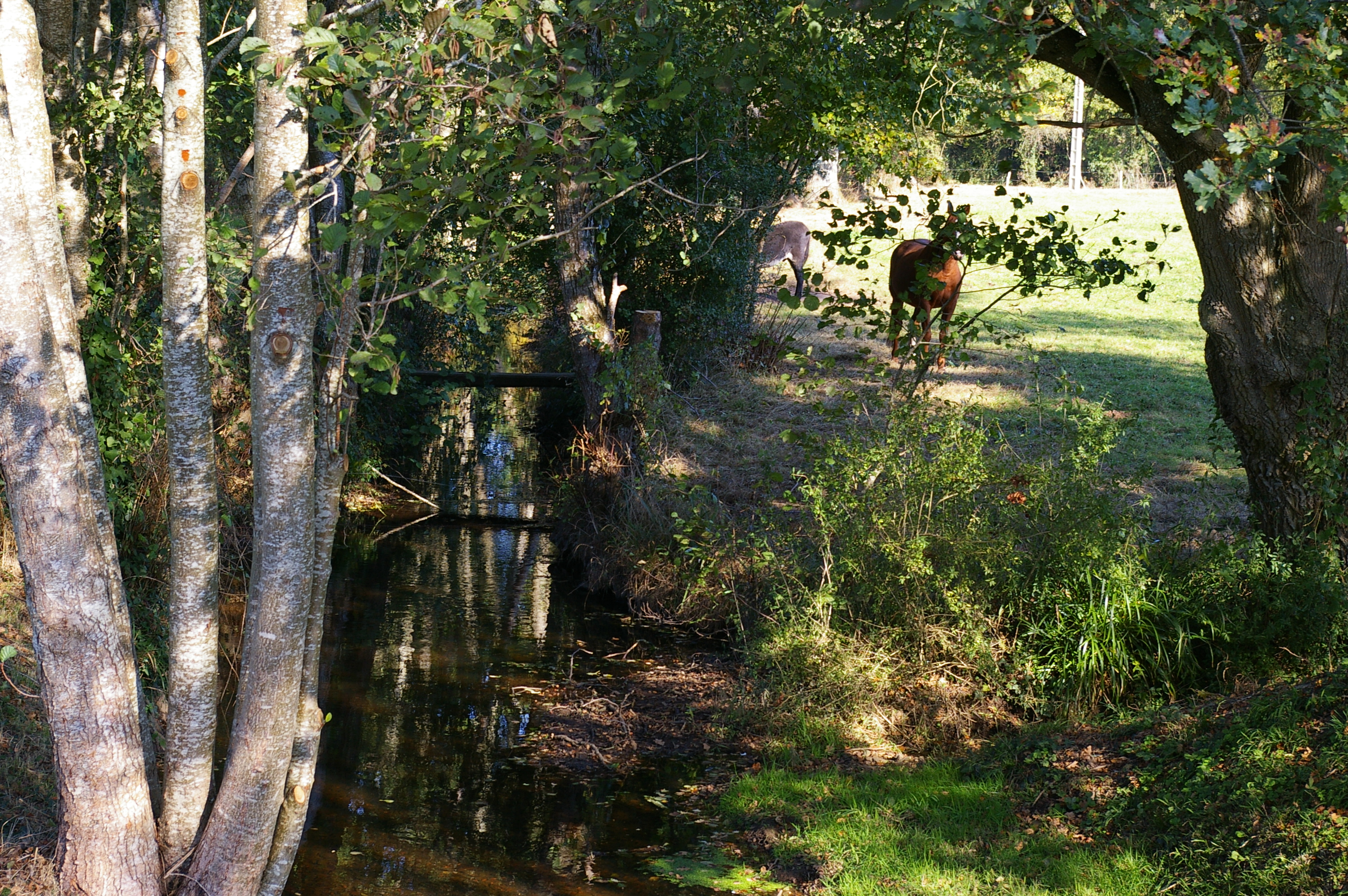
Le Treulon à Blandouet.

- Département de la Mayenne : Torcé-Viviers-en-Charnie et Blandouet.
- Département de la Sarthe : Saint-Denis-d'Orques et Viré-en-Champagne.
- Département de la Mayenne : Bannes, Cossé-en-Champagne et Val-du-Maine (plus précisément, sur l'ancienne commune d'Épineux-le-Seguin).
- Département de la Sarthe : Auvers-le-Hamon.

## Hydrologie
Le débit du Treulon a été observé pendant une période de 14 ans (1992-2008), à Auvers-le-Hamon, localité du département de la Sarthe, située au niveau du confluent avec 
l'Erve. Le bassin versant de la rivière est de 143 km2.
Le module de la rivière à Auvers-le-Hamon est de 0,995 m3/s.
Le Treulon présente des fluctuations saisonnières de débit importantes. Les hautes eaux ont lieu en hiver et s'accompagnent de débits mensuels moyens allant de 2,03 à 2,75 m3/s, de décembre à février-mars inclus (maximum en janvier). Dès le mois de mars, le débit diminue progressivement jusqu'à la période des basses eaux d'été, qui se déroulent de juin à septembre inclus, et entraînent une baisse du débit moyen mensuel allant jusque 0,088 m3 au mois d'août (88 litres par seconde), ce qui peut être considéré comme sévère.
Cependant, à l'étiage, le VCN3 peut chuter jusque 0,005 m3, en cas de période quinquennale sèche, soit 5 litres par seconde, ce qui devient très sévère, le cours d'eau se réduisant alors à quelques filets d'eau. 
D'autre part les crues peuvent être assez importantes. Les QIX 2 et QIX 5  valent respectivement 23 et 33 m3. Le QIX 10 vaut 40 m3/s, tandis que le QIX 20 se monte à 46 m3. Enfin le QIX 50 n'a pas été calculé faute d'une durée d'observation suffisante pour le déterminer valablement.
Le débit instantané maximal enregistré a été de 34,1 m3/s le 13 janvier 2004, tandis que la valeur journalière maximale était de 23,1 m3/s le 28 décembre 1999. En comparant le premier de ces chiffres aux valeurs des différents QIX de la rivière, il apparaît que cette crue n'était même pas d'ordre décennal et donc tout à fait banale et nullement exceptionnelle. On peut considérer qu'elle est destinée à se répéter tous les 5-10 ans en moyenne.
La lame d'eau écoulée dans le bassin du Treulon est de 220 millimètres annuellement, ce qui n'est pas faible du tout pour un cours d'eau de plaine du bassin de la Loire. C'est bien sûr nettement inférieur à la moyenne d'ensemble de la France, et inférieur aussi -mais de peu- à l'ensemble du bassin versant de la Loire (244 millimètres), mais supérieur à l'ensemble du bassin de la Sarthe (201 mm). Le débit spécifique (ou Qsp) se monte dès lors à 7,0 litres par seconde et par kilomètre carré de bassin.